# Rodrigo di Castiglia
Rodrigo Ramirez Rodrigo anche in spagnolo, in portoghese e in galiziano, Roderic, in catalano (prima metà del IX secolo – 4 ottobre 873), fu il primo conte di Castiglia dall'852 all'873.

## Origine
Secondo la maggioranza degli storici e, come riporta la Historia genealógica y heráldica de la monarquía española, Volume 1 fu il figlio del re delle Asturie, Ramiro I e della sua seconda moglie, Paterna, che secondo la Historia Silense era di origine castigliana, quindi fu il fratellastro del re delle Asturie, Ordoño I.

Sia secondo il Sebastiani Chronicon che la CRONICA ROTENSIS Ramiro era figlio del re delle Asturie, Bermudo I e della moglie, Ozenda (o Numila o Imila), che secondo la Memorias de las reynas catholicas potrebbe essere il diminutivo di Adosinda.

## Biografía

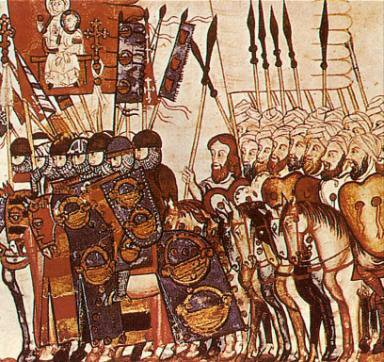
Miniatura della Reconquista.

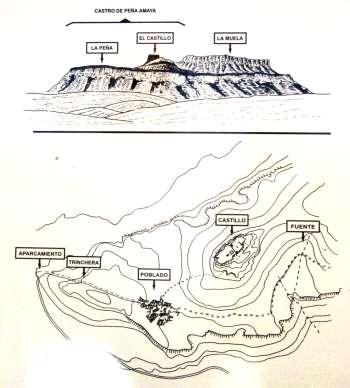
Disegno archeologico dAmaya, dove Rodrigo soggiornò frequentemente.

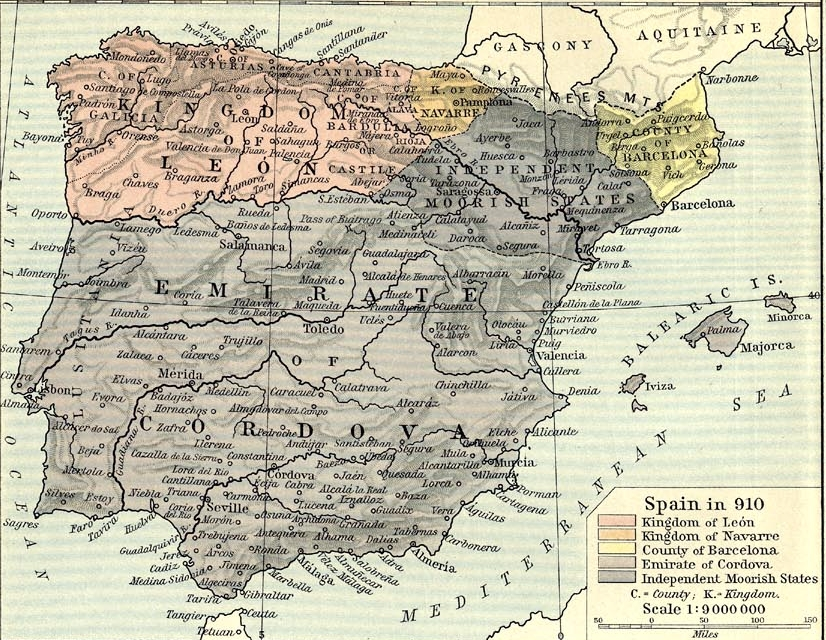
La penisola iberica nel 910. La Castiglia comincia ad apparire sulle carte geografiche

Ancora secondo la Historia genealógica y heráldica de la monarquía española, Volume 1, nell'852, gli fu concesso il governo della provincia orientale del regno delle Asturie, cioè fu creata per lui, da re, Ordoño I la contea di Castiglia.
Rodrigo lottò a fianco del fratellastro, Ordoño I, in molte battaglie della Reconquista contro i musulmani, incluso l'assedio ed il saccheggio (859) di Albaida (l'attuale Albelda de Iregua), come riporta la Cronica de Alfonso III.
Rodrigo, come ordinato dal re, Ordoño I, ripopolò la città di Amaya, nell'860, come riporta il Chronicon burgense.
Nell'863, Ordoño I fu duramente sconfitto da ʿAbd al-Raḥmān, figlio dell'emiro, Muḥammad I, in una battaglia dove persero la vita 19 conti asturiani, come riporta anche, lo storico Rafael Altamira, mentre a Bureba, i Mori sconfiggevano Rodrigo, primo conte di Castiglia, fermando così la Reconquista per molti anni.
Dopo la morte di Ordoño I, Rodrigo fu al fianco del successore, Alfonso III, contro il fratello di Alfonso III, Fruela delle Asturie, come viene attestato da un documento datato 20 gennaio 867, con il quale re Alfonso III attribuisce alla cattedrale di Santiago di Compostela il villaggio di Carcacía (attualmente parte del comune galiziano di Padrón), che era stato occupato da Fruela Bermúdez. Nel documento Rodrigo compare come cofirmatario, assieme al conte Pedro Theón, come riporta El condado de Castilla, 711-1038: la historia frente a la leyenda, Volume 2.
Tra l'867 e l'868, soffocò la ribellione della città di Álava, guidata da un nobile locale, Eglyón ed ottenne il governo di quella contea sino all'870, data in cui compare un nuovo conte di Álava, Vela Jiménez.
Alla sua morte, nell'873, il titolo di conte di Castiglia passò a suo figlio, Diego Rodriguez Porcelos.

## Discendenza
Dalla moglie, che per alcuni storici era Sancha Diez d'Asturia, ebbe due figli:
- Diego Rodriguez Porcelos (?-885), conte di Castiglia[2].
- una figlia di cui non si conosce il nome che sposò Nuño Nuñez, conte di Castiglia.

## Ascendenza
|                         |   |                     | Genitori |  |  | Nonni |  |  | Bisnonni            |  |  | Trisnonni           |  |
|                         |   |                     |          |  |  |       |  |  | Fruela di Cantabria |  |  | Pietro di Cantabria |  |
|                         |   |                     |          |  |  |       |  |  | Fruela di Cantabria |  |  | Pietro di Cantabria |  |
|                         |   | …                   |          |  |  |       |  |  | Fruela di Cantabria |  |  |                     |  |
| Bermudo I delle Asturie |   |                     |          |  |  |       |  |  | Fruela di Cantabria |  |  |                     |  |
|                         |   | Menina Gundersindez | …        |  |  |       |  |  |                     |  |  |                     |  |
|                         |   | Menina Gundersindez | …        |  |  |       |  |  |                     |  |  |                     |  |
|                         |   | Menina Gundersindez | …        |  |  |       |  |  |                     |  |  |                     |  |
| Ramiro I delle Asturie  |   | Menina Gundersindez |          |  |  |       |  |  |                     |  |  |                     |  |
|                         |   | …                   | …        |  |  |       |  |  |                     |  |  |                     |  |
|                         |   | …                   | …        |  |  |       |  |  |                     |  |  |                     |  |
|                         |   | …                   | …        |  |  |       |  |  |                     |  |  |                     |  |
| Ozenda/Numila/Imila     |   | …                   |          |  |  |       |  |  |                     |  |  |                     |  |
|                         |   | …                   | …        |  |  |       |  |  |                     |  |  |                     |  |
|                         |   | …                   | …        |  |  |       |  |  |                     |  |  |                     |  |
|                         |   | …                   | …        |  |  |       |  |  |                     |  |  |                     |  |
| Rodrigo di Castiglia    |   | …                   |          |  |  |       |  |  |                     |  |  |                     |  |
|                         | … | …                   |          |  |  |       |  |  |                     |  |  |                     |  |
|                         | … | …                   |          |  |  |       |  |  |                     |  |  |                     |  |
|                         | … | …                   |          |  |  |       |  |  |                     |  |  |                     |  |
| …                       | … |                     |          |  |  |       |  |  |                     |  |  |                     |  |
|                         |   | …                   | …        |  |  |       |  |  |                     |  |  |                     |  |
|                         |   | …                   | …        |  |  |       |  |  |                     |  |  |                     |  |
|                         |   | …                   | …        |  |  |       |  |  |                     |  |  |                     |  |
| Paterna                 |   | …                   |          |  |  |       |  |  |                     |  |  |                     |  |
|                         |   | …                   | …        |  |  |       |  |  |                     |  |  |                     |  |
|                         |   | …                   | …        |  |  |       |  |  |                     |  |  |                     |  |
|                         |   | …                   | …        |  |  |       |  |  |                     |  |  |                     |  |
| …                       |   | …                   |          |  |  |       |  |  |                     |  |  |                     |  |
|                         |   | …                   | …        |  |  |       |  |  |                     |  |  |                     |  |
|                         |   | …                   | …        |  |  |       |  |  |                     |  |  |                     |  |
|                         |   | …                   | …        |  |  |       |  |  |                     |  |  |                     |  |
|                         |   | …                   |          |  |  |       |  |  |                     |  |  |                     |  |

### Fonti primarie
- (LA)  CRONICA ROTENSIS)
- (LA)  Cronica de Alfonso III
- (LA)  Historia silense
- (LA)  Cronica de Alfonso III
- (LA)  España sagrada. Volumen 13
- (LA)  España sagrada. Volumen 23

### Letteratura storiografica
- Rafael Altamira, Il califfato occidentale, in L’espansione islamica e la nascita dell’Europa feudale, collana «Storia del mondo medievale», II volume, Milano, Garzanti, 1999  [1979],  pp. 477–515, SBN RAV0065639.
- (ES)  #ES Historia genealógica y heráldica de la monarquía española, Volume 1
- (ES)  El condado de Castilla, 711-1038: la historia frente a la leyenda, Volume 2
- (ES)  Memorias de las reynas catholicas